# 1760 en littérature
| Années de la littérature : 1757 - 1758 - 1759 - 1760 - 1761 - 1762 - 1763    |
| Décennies de la littérature : 1730 - 1740 - 1750 - 1760 - 1770 - 1780 - 1790 |

Cet article présente les faits marquants de l'année 1760 en littérature.

## Événements
- 12 janvier : le libraire John Newbery lance The Public Ledger[1] ; l’irlandais Oliver Goldsmith y publie une chronique intitulée « Chinese Letters », publiées en 1762 sous le titre The Citizen of the World[2].
- 10 mars : le discours de réception à l'Académie française prononcé par Lefranc de Pompignan attaque le parti philosophique. Quelques jours plus tard, les textes de Voltaire et de l'abbé Morellet ridiculisent le nouveau académicien[3].
- 27 juin : Hugh Blair est nommé professeur de rhétorique et de belles-lettres à l'Université d'Édimbourg ; il reçoit une rémunération à partir du 21 juillet 1762[4].
- 8 octobre : James Beattie devient professeur de philosophie morale au Marischal College (en) d'Aberdeen[5].

## Parutions
- 1er janvier : début de la publication en feuilleton dans The British Magazine  de The Life and Adventures of Sir Launcelot Greaves (en), roman de Tobias Smollett[6].
- Juin : Fragments of Ancient Poetry collected in the Highlands of Scotland, Edinburgh, G. Hamilton and J. Balfour, 1760 (présentation en ligne), anonyme, contient les Poèmes d’Ossian, composés par James Macpherson à partir d'anciennes ballades celtiques[7]..

- Charles Bonnet, Essai analytique des facultés de l’âme, Copenhague, chez les frères C. et A. Philibert, 1760 (présentation en ligne).
- Samuel Auguste Tissot, L'Onanisme : ou Dissertation physique, sur les maladies produites par la masturbation, Lausanne, Antoine Chapuis, 1760 (présentation en ligne)

## Décès
- 1er mai : Christiana Mariana von Ziegler, poète et écrivain allemand (née en 1695)